# Spagna ai Giochi della IX Olimpiade
La Spagna partecipò ai Giochi della IX Olimpiade, svoltisi ad Amsterdam, Paesi Bassi, dal 28 luglio al 12 agosto 1928,  
con una delegazione di 80 atleti impegnati in 10 discipline,
aggiudicandosi 1 medaglia d'oro.

## Medagliere
| Medaglia | Atleta                                                                            | Sport       | Evento                   |
| -------- | --------------------------------------------------------------------------------- | ----------- | ------------------------ |
| Oro      | José Navarro Morenes José Álvarez de Bohórquez Julio García Fernández de los Ríos | Equitazione | Salto ostacoli a squadre |

## Risultati

### Calcio
| Atleta | Classifica |                   |
| --- | --- | ----------------- |
| V · D · M Nazionale spagnola · Calcio ai Giochi Olimpici Estivi 1928 P Izaguirre · P Jáuregui · D Ciriaco · D Quincoces · D Vallana · D Zaldúa · C Amadeo · C Antero · C Gamborena · C Legarreta · C Marculeta · C Regueiro · C Trino · C Villaverde · A Bienzobas · A Cholín · A Kiriki · A Mariscal · A Robus · A Sagarzazu · A Yermo · CT : Berraondo | 5° |                   |
| Nazionale spagnola · Calcio ai Giochi Olimpici Estivi 1928 | |                   |
| P Izaguirre · P Jáuregui · D Ciriaco · D Quincoces · D Vallana · D Zaldúa · C Amadeo · C Antero · C Gamborena · C Legarreta · C Marculeta · C Regueiro · C Trino · C Villaverde · A Bienzobas · A Cholín · A Kiriki · A Mariscal · A Robus · A Sagarzazu · A Yermo · CT: Berraondo                                                                       | P Izaguirre · P Jáuregui · D Ciriaco · D Quincoces · D Vallana · D Zaldúa · C Amadeo · C Antero · C Gamborena · C Legarreta · C Marculeta · C Regueiro · C Trino · C Villaverde · A Bienzobas · A Cholín · A Kiriki · A Mariscal · A Robus · A Sagarzazu · A Yermo · CT: Berraondo | Spagna (bandiera) |

### Pallanuoto
| Atleta | Classifica                                                                          |                   |
| --- | ----------------------------------------------------------------------------------- | ----------------- |
| V · D · M Nazionale maschile spagnola di pallanuoto · Giochi olimpici - Amsterdam 1928 Cruells · G. Jiménez · R. Jiménez · Majo · Puig · Sabata · Trigo · Gibernau · CT : - | 9°                                                                                  |                   |
| Nazionale maschile spagnola di pallanuoto · Giochi olimpici - Amsterdam 1928                                                                                                |                                                                                     |                   |
| Cruells · G. Jiménez · R. Jiménez · Majo · Puig · Sabata · Trigo · Gibernau · CT: -                                                                                         | Cruells · G. Jiménez · R. Jiménez · Majo · Puig · Sabata · Trigo · Gibernau · CT: - | Spagna (bandiera) |